# Synsepalum muelleri
Synsepalum muelleri är en tvåhjärtbladig växtart som först beskrevs av Frances Kristina Kupicha, och fick sitt nu gällande namn av Terence Dale Pennington. Synsepalum muelleri ingår i släktet Synsepalum och familjen Sapotaceae. Inga underarter finns listade i Catalogue of Life.